# Schönstein (Wissen)
Schönstein ist ein Stadtteil von Wissen im Landkreis Altenkirchen (Westerwald) in Rheinland-Pfalz. Die Einwohnerzahl liegt bei ca. 1000, wird allerdings nicht separat erfasst und ist in der von Wissen enthalten.

## Lage
Schönstein liegt rund anderthalb Kilometer östlich vom Wissener Stadtzentrum entfernt und ist von dort über die Landstraße 278 erreichbar. In östlicher Richtung liegt Betzdorf etwa 16 km entfernt, im Süden liegt Selbach, im Norden schließlich Birken-Honigsessen. Der Ortskern ist eingebettet in das Mündungsdelta, das von der Sieg und dem in sie mündenden Elbbach gebildet wird.

## Geschichte
Die Ortschaft Schönstein entwickelte sich im Umfeld von Schloss Schönstein und dürfte ähnlich alt sein wie dieses. Bis 1969 war Schönstein eine eigenständige Gemeinde und wurde mit Wirkung vom 7. Juni 1969 an als Stadtteil in die neu gebildete Stadt Wissen eingemeindet.

## Sehenswürdigkeiten und Erwähnenswertes
Zu den Sehenswürdigkeiten in Schönstein gehören:
- Schloss Schönstein und die umgebende Denkmalzone
- Katholische Kapelle St. Sebastian (auch: Heisterkapelle), eine der ältesten Fachwerkkapellen des Landes
- Katholische Pfarrkirche St. Katharina[2] (gehört zum Bereich des Erzbistums Köln, Pastoralbezirk Süd, Kreisdekanat Altenkirchen, Seelsorgebereich Obere Sieg)
- Schlossmühle am Mühlengraben, eine ehemalige Getreidemühle; ein teilweise massiver Fachwerkbau aus dem 19. Jahrhundert mit eingeschossigem Bruchsteinanbau

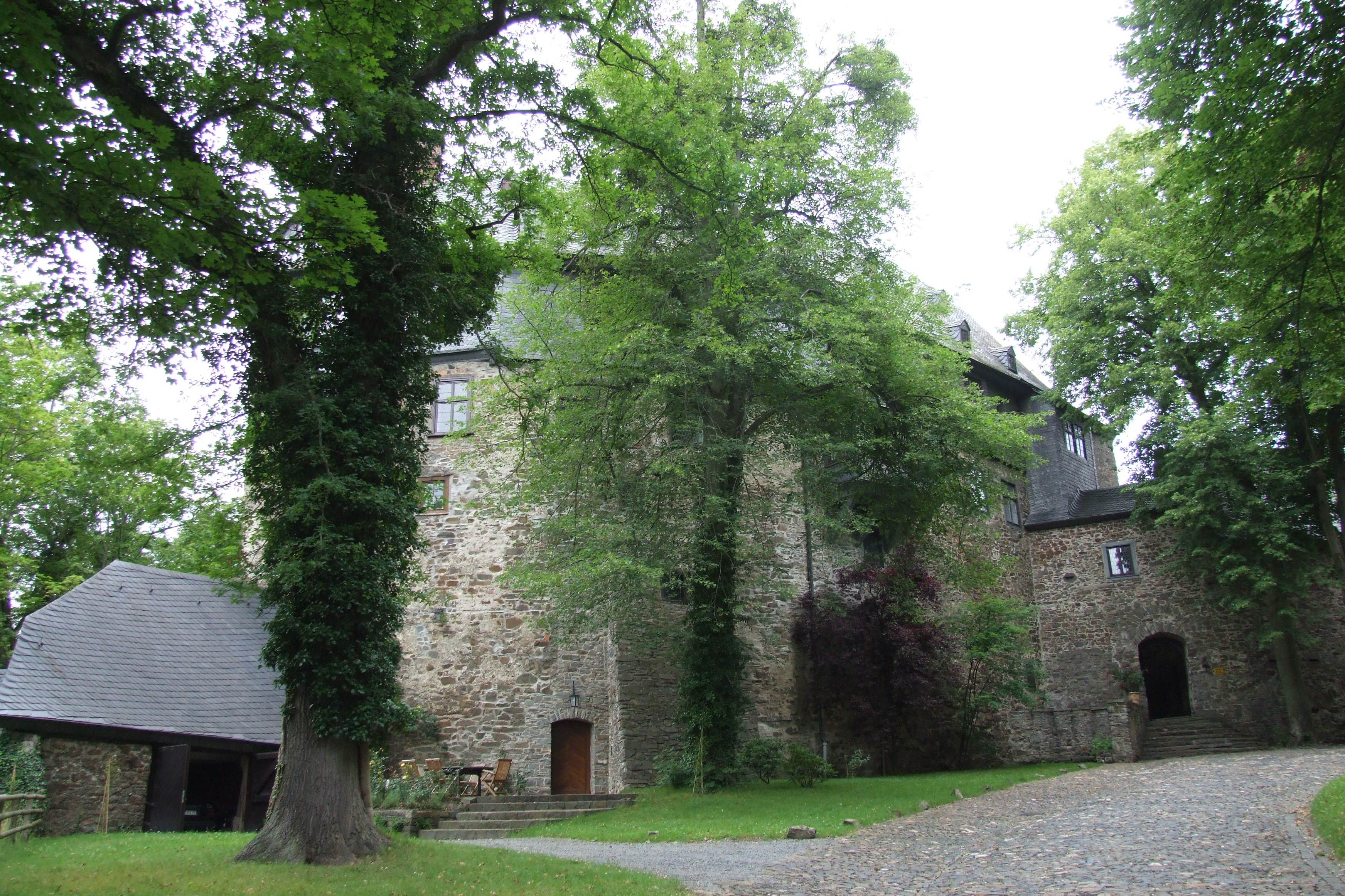
Schloss Schönstein
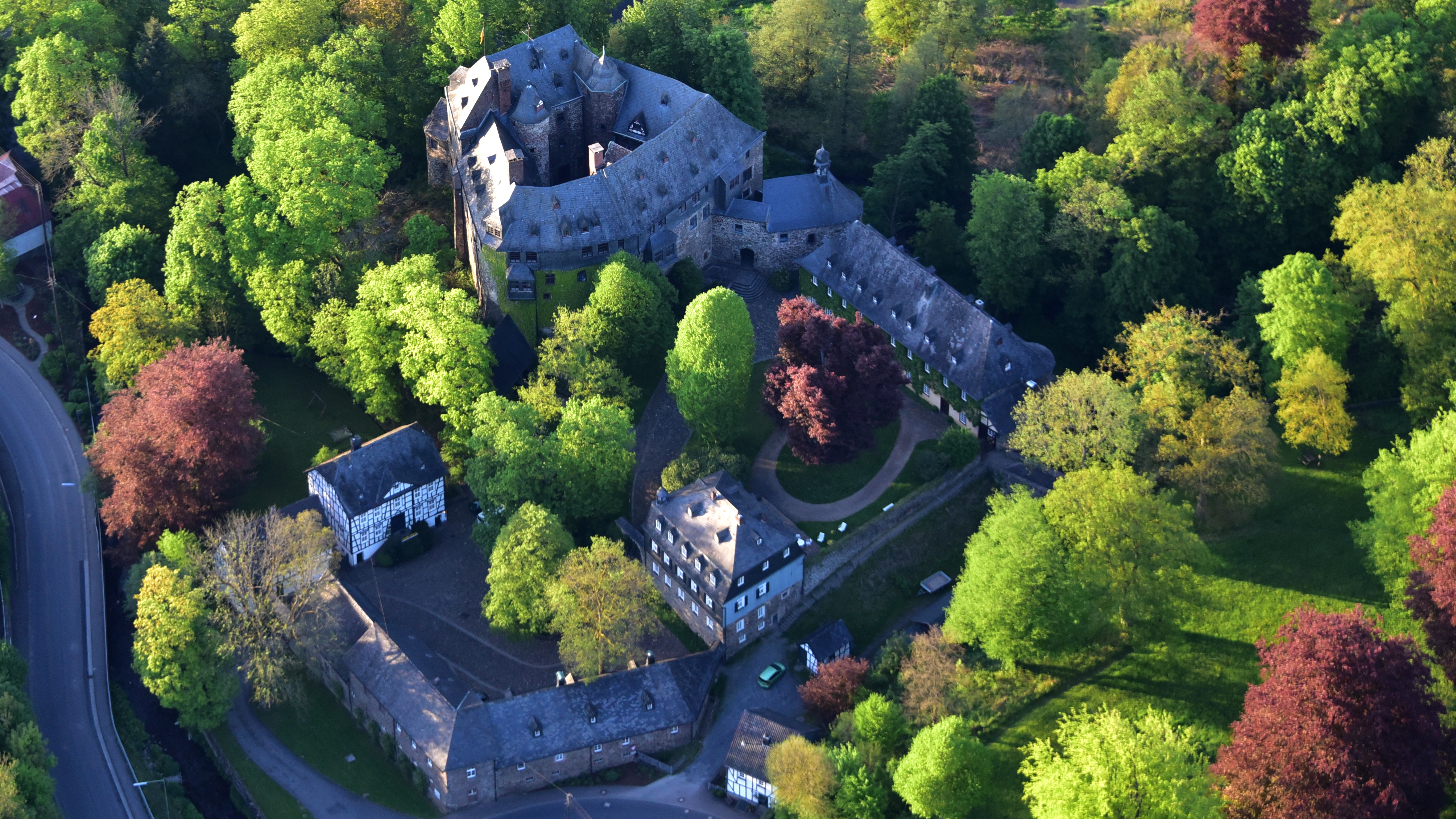
Schloss Schönstein, Luftaufnahme
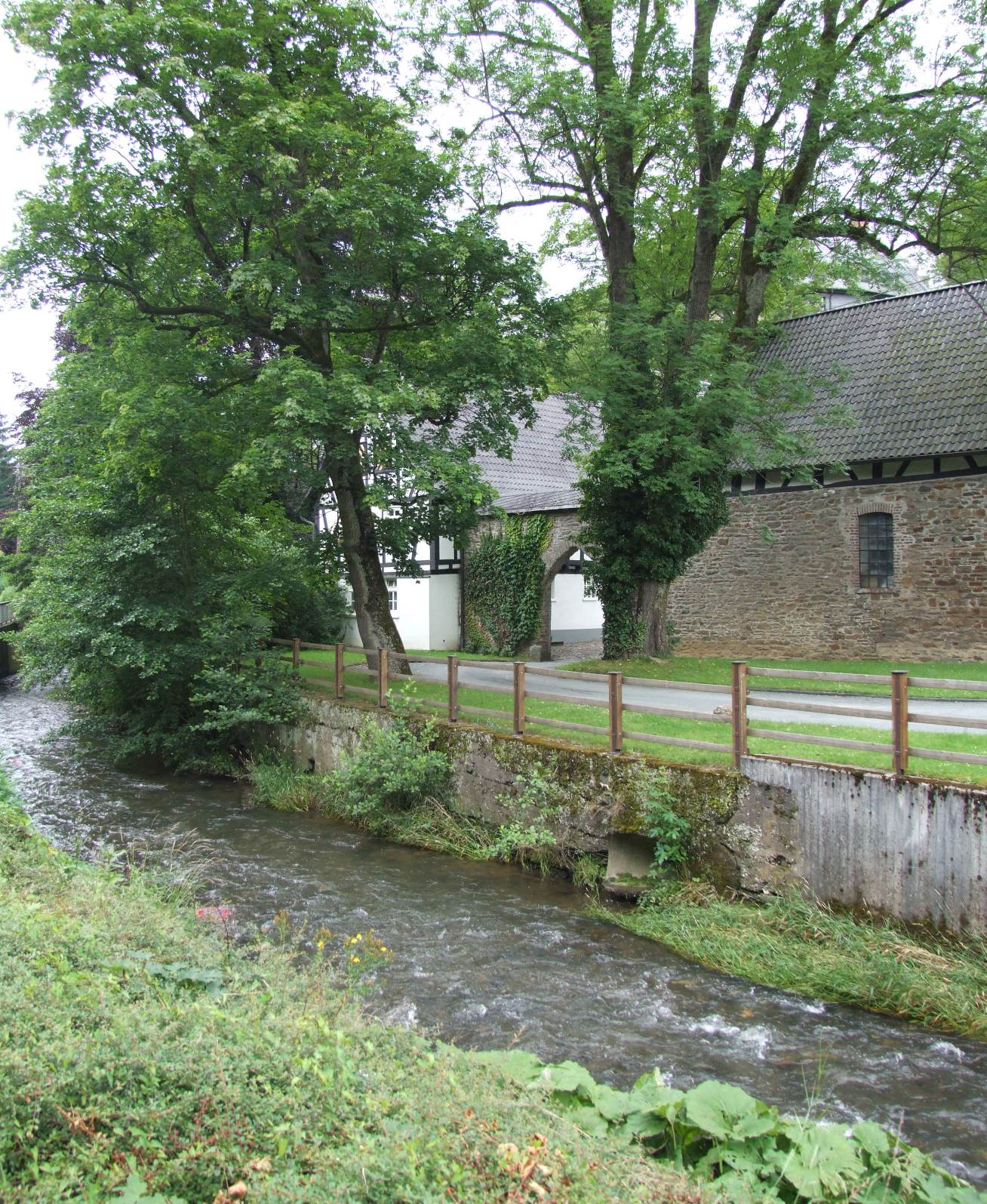
Elbbach vor Schloss Schönstein
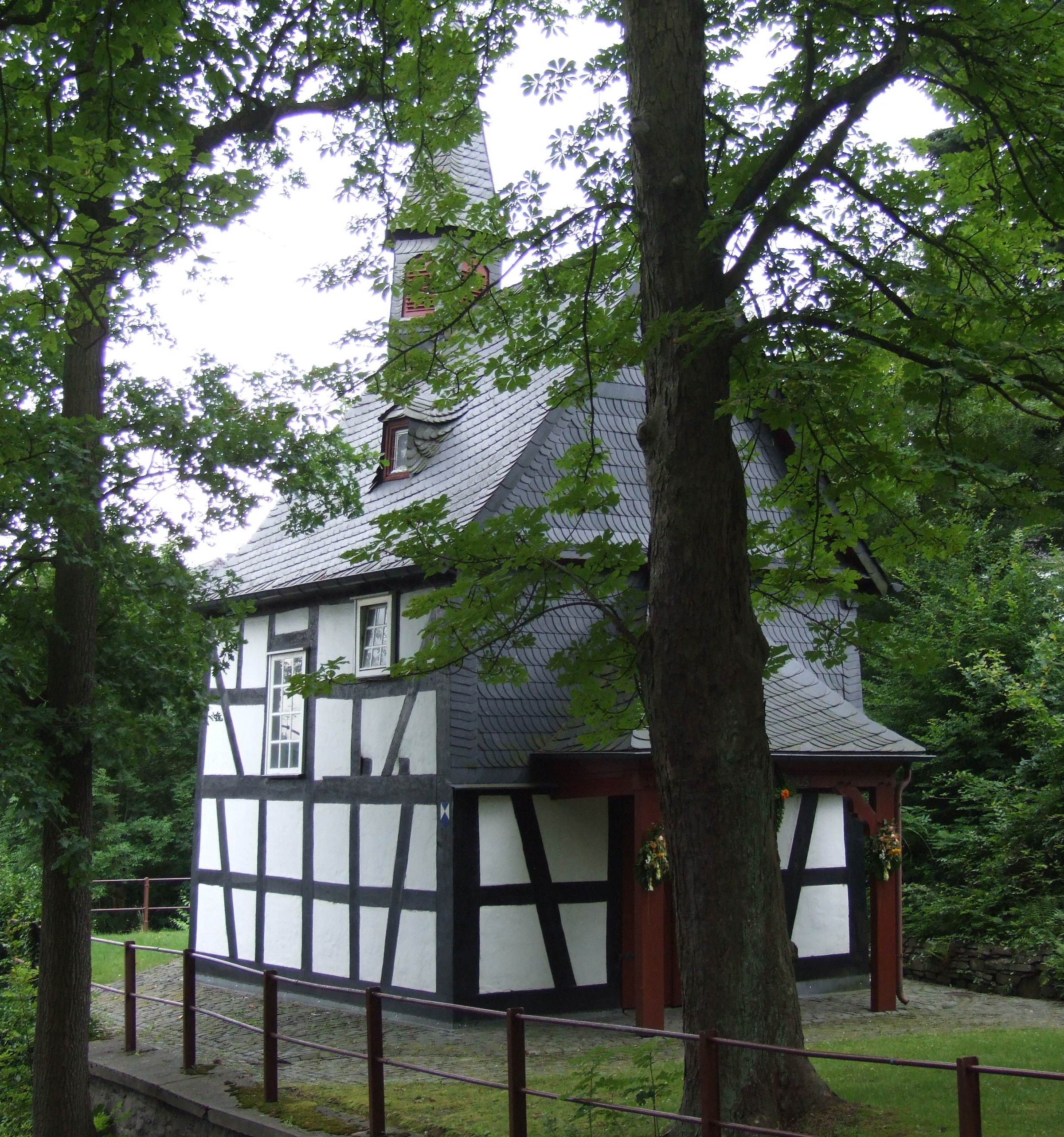
Katholische Kapelle St. Sebastian (Heisterkapelle)

### Die Heisterkapelle
Die Kapelle St. Sebastian, deren Name vom heiligen Sebastian, dem Schutzpatron des örtlichen Schützenvereins St. Sebastianus Schützenbruderschaft 1402 vom Heister zu Schönstein e. V., abgeleitet ist, wird aufgrund ihrer Lage Auf dem Heister auch als Heisterkapelle bezeichnet. Sie liegt auf einer Anhöhe am alten Verbindungsweg zwischen Schönstein und Wissen und befindet sich heute im Eigentum der Schützenbruderschaft. Sie ist deren Patronatskapelle und wurde 1718 durch den Reichsfreiherrn Hermann von Hatzfeld errichtet, der 1723 auch die Holzstatue des heiligen Johannes Nepomuk stiftete, die noch heute in der Kapelle neben dem Altar steht. Die Kapelle zählt zu den ältesten und den wenigen erhaltenen Fachwerkkapellen in Rheinland-Pfalz.
Im Laufe ihrer Geschichte ist die Kapelle mehrfach Gegenstand von Sanierungsmaßnahmen gewesen. Die bislang letzte, sehr aufwändige Sanierungsmaßnahme wurde im Jahr 1994 erfolgreich abgeschlossen und kostete insgesamt 221 Tausend D-Mark.

### Die Fürst-Hatzfeldt-Straße
Die längste Straße in Schönstein führt als Kreisstraße K 126 vom Schloss in südöstlicher Richtung den Berg hinauf. Sie hieß früher Bergstraße. Im Zuge der Eingemeindung nach Wissen, wo es bereits eine Bergstraße gab, wurde sie in Fürst-Hatzfeldt-Straße umbenannt, um der Bedeutung der Schlossbesitzer (Haus Hatzfeldt-Dönhoff) für Schönstein und die Region Ausdruck zu verleihen. Die Straße verläuft am Schloss und dem zugehörigen Schlosspark vorbei und dann weiter in Richtung Mittelhof, allerdings heißt sie ab dem Ortsausgang Betzdorfer Landstraße.

## Regelmäßige Veranstaltungen und Brauchtum
Zu den erwähnenswerten regelmäßigen Veranstaltungen gehört das jährliche Schützenfest der St. Sebastianus Schützenbruderschaft, die auch jedes Jahr im Januar ihren traditionellen Bästjestag (so nennt sie den Tag ihrer Mitgliederversammlung in Anlehnung an den Schutzpatron) veranstaltet.
Außerdem findet – ebenfalls jährlich – in der Vorweihnachtszeit, am Wochenende des 3. Advent, im Hof von Schloss Schönstein ein Weihnachtsmarkt statt.
In Schönstein als katholisch geprägtem Ort findet jährlich sowohl eine Fronleichnamsprozession als auch eine Johannisprozession statt. Letztere entstand vermutlich als Brandprozession nach einem großen Brand in Wissen, bei dem am 17. September 1788 auch die Pfarrkirche in Flammen aufging. Zum Johannistag bringen viele Einwohner über ihren Haustüren ein „Johanniskreuz“ an, ein mit Buchsbaum umranktes und mit Blumen geschmücktes Holzkreuz, dass Glück und Segen bringen soll.

## Vereinsleben

### St. Sebastianus Schützenbruderschaft
Die katholische Schönsteiner Schützenbruderschaft St. Sebastianus Schützenbruderschaft 1402 vom Heister zu Schönstein e. V. wurde 1402 gegründet, vor allem zum Schutz von Pestkranken und Wallfahrern, und gehört damit zu den ältesten heute noch existierenden Vereinen im Westerwald. Nach wie vor steht nicht nur das Schießen im Vordergrund, sondern der Begriff Schützen im Namen steht vor allem für Schutz. Zwar veranstaltet die Bruderschaft jährlich ein örtliches Schützenfest, dem ein Vogelschießen (Kampf um die Würde des Schützenkönigs durch Schießen auf einen Holzvogel) vorausgeht. Aber mindestens ebenso wichtig ist die soziale Funktion des Vereins, der die Einwohner zusammenbringt, eine intensive Jugendarbeit pflegt und auch engagiert die Rolle eines Heimatvereins ausfüllt. Protektor (Schirmherr) ist traditionell ein Mitglied der Familie der Schlossbesitzer, derzeit ist es Nicolaus Graf Hatzfeldt-Wildenburg.

### Sportfreunde Schönstein 1919 e. V.
Der örtliche Fußballverein wurde 1919 gegründet und feierte 2019 sein 100-jähriges Bestehen. Dem Verein steht in Schönstein ein Sportplatz zur Verfügung, in dessen unmittelbarer Nähe 2009 ein neues Vereinsheim errichtet wurde.